# Holcichneumon globulifer
Holcichneumon globulifer är en stekelart som först beskrevs av Morley 1919.  Holcichneumon globulifer ingår i släktet Holcichneumon och familjen brokparasitsteklar. Utöver nominatformen finns också underarten H. g. thyridifer.